# Liste des clochers-murs de la Haute-Loire
Cet article recense les édifices religieux de la Haute-Loire, en France, munis d'un clocher-mur.

## Liste
| Édifice                                   | Commune                       | Notes             | Coordonnées                      | Photo |
| ----------------------------------------- | ----------------------------- | ----------------- | -------------------------------- | ----- |
| Église Saint-Jean                         | Beauzac                       | Classé MH (1875)  | 45° 15′ 35″ nord, 4° 05′ 59″ est |       |
| Église Saint-Martin                       | Le Brignon                    | Inscrit MH (1987) | 44° 56′ 07″ nord, 3° 52′ 52″ est |       |
| Église Saint-Georges                      | Coubon                        |                   | 44° 59′ 50″ nord, 3° 55′ 01″ est |       |
| Église Saint-Félix                        | Landos                        | Classé MH (1913)  | 44° 50′ 39″ nord, 3° 49′ 53″ est |       |
| Église Saint-Jean                         | Le Monastier-sur-Gazeille     | Classé MH (1978)  | 44° 56′ 08″ nord, 3° 59′ 46″ est |       |
| Église de l'Assomption                    | Rauret                        |                   | 44° 49′ 05″ nord, 3° 47′ 32″ est |       |
| Église Saint-Christophe                   | Saint-Christophe-sur-Dolaison | Classé MH (1907)  | 44° 59′ 52″ nord, 3° 49′ 12″ est |       |
| Église Saint-Front                        | Saint-Front                   | Classé MH (1909)  |                                  |       |
| Église Saint-Haon                         | Saint-Haon                    | Classé MH (1913)  | 44° 50′ 48″ nord, 3° 45′ 28″ est |       |
| Église de la Nativité-de-la-Sainte-Vierge | Saint-Martin-de-Fugères       | Inscrit MH (1994) | 44° 54′ 19″ nord, 3° 56′ 05″ est |       |
| Église Saint-Pierre                       | Salettes                      | Inscrit MH (1964) |                                  |       |
| Église Saint-Vincent                      | Solignac-sur-Loire            | Inscrit MH (1926) | 44° 58′ 12″ nord, 3° 53′ 16″ est |       |